# Bothrocara
Bothrocara – rodzaj ryb z rodziny węgorzycowatych (Zoarcidae).

## Klasyfikacja
Gatunki zaliczane do tego rodzaju:

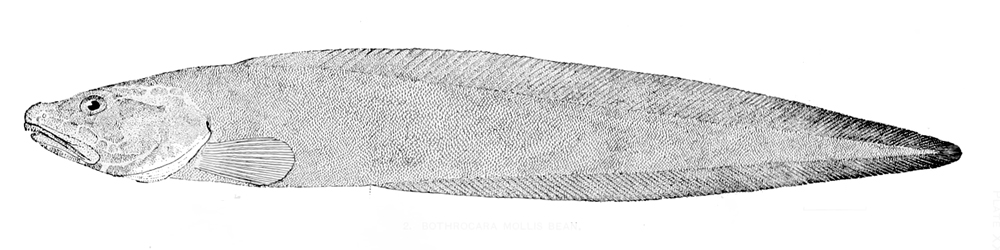
Bothrocara brunneum – botrokara
- Bothrocara elongatum
- Bothrocara hollandi
- Bothrocara molle
- Bothrocara nyx
- Bothrocara pusillum
- Bothrocara tanakae
- Bothrocara zestum

- Bothrocara molle